# NGC 368
NGC 368 ist eine Linsenförmige Galaxie vom Hubble-Typ SB0/a im Sternbild Phönix am Südsternhimmel. Sie ist schätzungsweise 392 Millionen Lichtjahre von der Milchstraße entfernt und hat einen Durchmesser von etwa 80.000 Lichtjahren. 
Das Objekt wurde am 5. September 1834 von dem britischen Astronomen John Frederick William Herschel entdeckt.